# Salif Diao
Pour les articles homonymes, voir Diao (homonymie).
Salif Diao, né le 10 février 1977 à Kédougou au Sénégal, est un footballeur international sénégalais qui évoluait au poste de milieu de terrain.

## Biographie
Il fut champion de France en 2000 avec l'AS Monaco et finaliste de la CAN en 2002 avec le Sénégal. Il participe également à la Coupe du monde de football 2002 avec l'équipe du Sénégal, son équipe arrivant jusqu'en quarts de finale
Il marque en phase de groupe face au Danemark, devenant le deuxième joueur sénégalais à inscrire un but en coupe du monde de football en 2002.
Il joue son premier match en Division 1 française le 1er août 1997 : Bordeaux - Monaco (1-0).
Il participe sur le banc des remplaçants au parcours victorieux de Liverpool en Ligue des champions lors de la saison 2004-2005, en jouant quand même un match du premier tour contre l'Olympiakos Le Pirée.

## Carrière
- 1996-2000 :  AS Monaco
  - 1996-1997 :  SAS Épinal (prêt)
- 2000-2002 :  CS Sedan-Ardennes
- 2002-2007 :  Liverpool FC
  - janvier 2005-2005 :  Birmingham City (prêt)
  - 2005-2006 :  Portsmouth (prêt)
  - oct. -décembre 2006 :  Stoke City (prêt)
- 2007-2012 :  Stoke City

## Palmarès
- Finaliste de la Coupe d'Afrique des nations en 2002 avec le Sénégal
- Champion de France en 2000 avec l'AS Monaco
- Vainqueur du Trophée des champions en 1997 avec l'AS Monaco
- 1/4 finaliste de la coupe du monde en 2002 avec le Sénégal
- Vainqueur de la Ligue des Champions en 2005 avec Liverpool FC